# Allobates vanzolinius
Allobates vanzolinius es una especie de anfibio anuro de la familia Aromobatidae.

## Distribución geográfica
Esta especie es endémica de la cuenca del río Juruá en el Amazonas en Brasil.

## Etimología
Esta especie lleva el nombre en honor a Paulo Emilio Vanzolini.

## Publicación original
- Morales, 2002 "2000" : Sistemática y biogeografía del grupo trilineatus (Amphibia, Anura, Dendrobatidae, Colostethus), con descripción de once nuevas especies. Publicaciones de la Asociación de Amigos de Doñana, n.º 13, p. 1-59.[5]